# Школска лектира
Школска лектира обухвата обавезно и допунско штиво из књижевности, а некад и других наставних предмета, у основној и средњој школи. Одабир књижевних дела саставља се за сваки разред и примерен је узрасту деце. Дела се бирају на основу плана и програма, постављених циљева и задатака, врсте и специфичности образовне установе, узраста и интересовања ученика, затим према књижевној вредности самог дела, врсти и снази поруке коју оно има и тд. Од ученика се очекује да прочитају и анализирају задата дела, тумаче пишчеве стваралачке мотиве и поруке, осете време у ком је дело настало и слично. Школска лектира је важан део наставе матерњег језика.
Школска лектира има за циљ да развије код деце навику читања, подстакне интересовање за читање домаћих и страних наслова, обогати речник и развије критеријуме за одабир квалитетних књижевних дела. Кроз школску лектиру популарише се читање као добра навика. Подстицај на читање треба да буде константан, али ненаметљив и неприметан. Свако дете је јединствено, па би приступ одабиру књига требало да буде усклађен са индивидуалним интересовањима и склоностима. Читање, управо посредством наставе књижевности, у оквиру школске лектире, омогућава развој личности детета у најширем могућем смислу. Тим путем дете развија своју социјалну и емоционалну интелигенцију, наспрам интелектуалних умећа која примењује у критичком сагледавању прочитаног дела. Читање о животима ликова, као типова личности које писац креира на основу примера који егзистирају у нашој свакодневници, омогућава ученику надградњу сопствених животних искустава.

## Етимологија
Реч „лектира” је галицизам (потиче из француског језика) настао од француске речи lecture = читање. Корен је у латинској речи lectura, са истим значењем.

## Појам
Појам „лектира” употребљава се у различитим значењима и може означавати штиво, књиге или градиво које треба прочитати уопште или за извесно време (нпр. у једној школској години), али и само читање као такво. Према неким дефиницијама, лектиру у настави могу чинити и штампани и писани текстови из науке, уметности, технике, технологије и друштвеног живота који се користе у наставном процесу за остваривање васпитно-образовних циљева и задатака. Ту спадају књиге, часописи, приручници, енциклопедије, речници, лексикони и други извори који се користе у настави. Зато се, у циљу прецизнијег дефинисања лектире намењене образовном систему користе различити појмови, као што су:
- Школска лектира (јер је намењена настави у школи)
- Лектира у настави
- Књижевна лектира (јер се односи на књижевна дела)
- Домаћа лектира (јер се најчешће не чита током наставе, већ код куће)
- Обавезна лектира

Уз низ терминолошких варијанти за овај појам, до данас у нашем језику није пронађено решење које би дефинисало овај одабир литературе према стварној ситуацији у школској пракси. Ако би се изоставили атрибути (књижевна, наставна, школска, домаћа...) сама реч „лектира” није довољна да именује програмом стриктно предвиђена дела за остваривање специфичних циљева у предмету језик и књижевност на одређеном узрасту и степену образовања. Без атрибутске речи уз појам „лектира” није могуће увек јасно одредити о којој је литератури реч - општој, коју неко чита из било којих разлога (образовања у ширем смислу, забаве, разоноде), или оној коју ученици читају ради остваривања циљева постављених наставним програмом. Често се користи и само појам „лектира” без икаквих атрибута.

## Избор лектире
Избор дела за школску лектиру често је тема расправе методичара наставе и историчари језика и књижевности и састављаче спискова за поједине разреде често ставља пред озбиљне дилеме које треба разрешити: 
- Одабир дела примерен узрасту ученика — узраст ученика је релативна категорија, јер постоје велике разлике у способностима ученика истог узраста, а уз то се јављају и знатне разлике у степену развијености средине у којој је дете одрасло и из које долази у школу.
- Број дела која треба реализовати у току једне школске године —у наставним програмима у Југославији тај број је био знатно већи — 10 до 20 дела, док се у последњој деценији 20. века тај број смањио на 3 до 8.
- Трећа дилема садржана је у чињеници да методичари нису сагласни да ли у наставним програмима треба дати списак обавезних дела за лектиру, или понудити шири списак који ће наставницима омогућити да изаберу дела посопственом укусу и према стању у школским библиотекама и библиотекама у локалној заједници.
- Којим делима при избору дати предност — једноставнијим или сложенијим, онима са јаче израженим естетским или васпитним критеријумима, класицима чији је квалитет неспоран или савременим која јесу популарна али чија вредност још није потпуно утврђена.

При састављању избора дела за самостално читање код куће и заједничку анализу на часовима матерњег језика потребно је уважавати сљедеће критеријуме:
- бирати дела високог уметничког нивоа,
- водити рачуна о тематској и жанровској разноврсности дела,
- сразмјерно одабрати дела националне књижевности и књижевности других народа,
- бирати дела примерена узрасту ученика,
- изабрана дела треба да задовољавају интересовање савремене деце, па не би требало бирати дела која ни у чему не кореспондирају са данашњим временом.[8]

### Контроверзе око школске лектире
Све већи број родитеља у Сједињеним Америчким Државама тврди да су неке књиге из школске лектире опсцене или на неки други начин штетне по децу. То су у првом реду књиге које потенцијално промовишу расизам, затим дела која се баве људском сексуалношћу на експлицитан начин и тд. Дешава се да се као неподобне проглашавају књиге без икаквог формалног поступка, да се повлаче књиге аутора припадника одређених група (етничких мањина, ЛГБТ заједнице и др), или су образложења без реалног основа. Тако је, на пример, Школски одбор из Тенесија повукао Пулицеровом наградом награђени графички роман о Холокаусту Маус из наставног плана и програма за осми разред због вулгарности и антропоморфизоване голотиње миша.
С друге стране, мемоари Фредерика Џозефа Црни пријатељ са Њујорк тајмсове листе бестселера, књига која говори о проблемима са којима се суочавао као црни студент у већински белој средњој школи и нуди критички поглед на теме као што су америчка историја или раса, доспела је, заједно са неким сличним делима, у наставне програме и библиотеке као реакција на протесте покрета Животи црнаца су важни из 2020. године и напоре у просвети да се покрену теме о сталном расизму у Сједињеним Америчким Државама.
У Србији је 2020. године извршена ревизија програма школске лектире (за основне и средње школе), због чега је дошло до негативних реакција једног дела јавности. Из програма су изузети Десанка Максимовић, Иван Мажуранић, Ђура Јакшић, Лав Толстој, Бранко Ћопић, Владислав Петковић Дис, Ернест Хемингвеј и други. Одређени аутори су задржани али су измењена дела којима се представљају ученицима, неки су трајно избачени, а неки су по први пут уведени у наставни програм. Дискусија се повела око питања колико је исправан начин на који је ово урађено. Професори српског језика и књижевности су се различито односили према новом програму. По једнима је одличан, по другима лош, а по трећима благ компромис.

## Обавезна и допунска лектира у Србији

### Обавезна лектира
Обавезну лектиру чине дела која су прописана наставним планом и програмом и предвиђена за обраду на часовима српског језика. Састоји се од дела која углавном припадају класицима дечје домаће и светске књижевности, али је обогаћен и савременим делима. Избор дела је у највећој мери заснован на принципу прилагођености узрасту. Циљ обавезне лектире је формирање, развијање и неговање читалачких навика код ученика. Обимнија дела ученици могу читати у слободно време, чиме се подстиче развијање континуиране навике читања. Тако су, већ од најмлађих разреда, у обавезну лектиру уврштени су класици попут бајки Десанке Максимовић, бајки браће Грим и Змајева поезија.
У оквиру школског програма лектире млађих основаца присутна је поезија Милована Данојлића, Душана Радовића, Драгана Лукића и Љубивоја Ршумовића. Проза се у млађим разредима ослања на класичне бајке и класичне дечје романе какви су Бела Грива Ренеа Гија, Хајди Јохане Шпири или Леси се враћа кући Ерика Најта. Иновације у школском програму су присутне и у вишим разредима. Дела из српске књижевности која су вишедеценијски опстајала делимично су замењена или делима из светске књижевности или делима савремених домаћих аутора.
Српска народна књижевност такође је део обавезне школске лектире. Почиње се са народним умотворинама већ у првом разреду, преко бајки и прича до поезије. Прво  се обрађују лирске, а затим епске песме. Епску народну поезију основци обрађују хронолошки, према подели на тематске циклусе. (неисторијске, преткосовски, косовски, циклус Краљевића Марка, покосовски, хајдучке и ускочке песме и песме о ослобођењу Србије и Црне Горе).

### Допунска лектира
Уз обавезни списак лектире постоји и допунски избор, код кога наставници заједно са ученицима бирају дела која ће бити обрађивана на часовима српског језика у току школске године. Са списка допунског избора наставник бира она дела која ће, уз обавезни део лектире, чинити тематско-мотивске целине. Дела из допунског избора која се неће обрађивати требало би препоручити ученицима за читање у слободно време. Последњих година одвијају се значајне измене при реформи унутар образовног система, те се у оквиру изборних текстова за узраст млађих основаца могу наћи имена светске књижевности као што су Едмондо де Амичис, Михаел Енде и многи други. Иновације су видне у појави српских писаца и приповедача као што су Весна Видојевић Гајовић, Дејан Алексић, Јасминка Петровић, Бранко Стевановић, Александар Поповић, Урош Петровић и многи други.

## Избор школске лектире у Србији
Дела су дата азбучник редом, према наслову. На списку су дела из обавезне и допунске лектире, као и класици који су одбачени са списка.

### Лектира за основну школу
- 20.000 миља под морем (Жил Верн)
- Аги и Ема (Игор Коларов)
- Алиса у земљи чуда (Луис Керол)
- Аутобиографија (Бранислав Нушић)
- Бајка о рибару и рибици (Александар Пушкин)
- Бескрајна прича (Михаел Енде)
- Гласам за љубав (Гроздана Олујић)
- Дечаци Павлове улице Ференц Молнар
- Дневник Ане Франк
- Доживљаји мачка Тоше (Бранко Ћопић)
- Доживљаји Тома Сојера (Марк Твен)
- Збогом мојих петнаест година (Клод Кампањ)
- Каљави коњ (Весна Алексић)
- Књига за Марка (Светлана Велмар Јанковић)
- Код куће је најгоре (Ефраим Кишон)
- Леси се враћа кући Ерик Најт
- Мали пират (Анте Станчић)
- Мали Принц (Антоан де Сент Егзипери)
- Маслачково вино (Реј Бредбери)
- Мери Попинс (П. Л. Траверс)
- Мој дека је био трешња (Анђела Нанети)
- О дугмету и срећи (Јасминка Петровић)
- Од читања се расте (Јасминка Петровић)
- Орлови рано лете (Бранко Ћопић)
- Пепељуга (Александар Поповић)
- Пипи Дуга Чарапа (Астрид Линдгрен)
- Плави чуперак (Мирослав Антић)
- Поп Ћира и поп Спира (Стеван Сремац)
- Приче из давнине (Ивана Брлић-Мажуранић)
- Приче о деци (Иво Андрић)
- Робинзон Крусо (Данијел Дефо)
- Свемирски змај (Душан Ковачевић)
- Сумњиво лице (Бранислав Нушић)
- Хајди (Јохана Шпири)
- Хајдук Станко (Јанко Веселиновић)
- Хајдук у Београду (Градимир Стојковић)
- Хајдуци (Бранислав Нушић)
- Ципела на крају света (Дејан Алексић)
- Шешир професора Косте Вујића (Милован Витезовић)

Бајке
- Бајке Ханса Кристијана Андерсена
- Бајке браће Грим
- Бајке Десанке Максимовић
- Бајке Гроздане Олујић

Избор песама
- Григора Витеза
- Милована Данојлића
- Добрице Ерића
- Јована Јовановића Змаја
- Драгана Лукића
- Бранка В. Радичевића
- Душка Радовића
- Љубивоја Ршумовића
- Момчила Тешића

Српска народна књижевност
- Народне умотворине
- Народне бајке
- Народне приче
- Шаљиве народне приче
- Лирске народне песме
- Епске народне песме неисторијског цикуса
- Епске народне песме преткосовског цикуса
- Епске народне песме косовског цикуса
- Епске народне песме у цикусу о Краљевићу Марку
- Епске народне песме покосовског цикуса
- Епске народне песме хајдучког и ускочког цикуса
- Епске народне песме у цикусу о ослобођењу Србије и Црне Горе

### Лектира за средњу школу
На списку су романи, драме и спевови. 
- Ана Карењина (Л. Н. Толстој)
- Антигона (трагедија) (Софокле)
- Браћа Карамазови (Фјодор Достојевски)
- Вечити младожења (Јаков Игњатовић)
- Време смрти — 1. део (Добрица Ћосић)
- Гаргантуа и Пантагруел (Франсоа Рабле)
- Горски вијенац (Петар II Петровић Његош)
- Декамерон (Ђовани Бокачо)
- Дервиш и смрт (Меша Селимовић)
- Дон Кихот Мигел де Сервантес
- Евгеније Оњегин (роман) (Александар Пушкин)
- Еп о Гилгамешу
- Злочин и казна (Фјодор Достојевски)
- Зона Замфирова (Стеван Сремац)
- Илијада (Хомер)
- Кад су цветале тикве (Драгослав Михаиловић)
- Канцонијер (Франческо Петрарка)
- Корени (роман) (Добрица Ћосић)
- Коштана (Бора Станковић)
- Ловац у житу (Џ. Д. Селинџер)
- Мајстор и Маргарита (Михаил Булгаков)
- Мамац (Давид Албахари)
- На Дрини ћуприја (Иво Андрић)
- Народни посланик (Бранислав Нушић)
- Нечиста крв (Бора Станковић)
- Одисеја (Хомер)
- Пакао (Данте Алигијери)
- Проклета авлија (Иво Андрић)
- Прољећа Ивана Галеба (Владан Десница)
- Процес (роман) (Франц Кафка)
- Рат и мир  (Л. Н. Толстој)
- Ревизор (комедија) (Николај Гогољ)
- Ромео и Јулија (Вилијам Шекспир)
- Сеобе (роман) (Милош Црњански)
- Старац и море (Ернест Хемингвеј)
- Странац (роман) (Албер Ками)
- Тихи Дон (М. А. Шолохов)
- Тврдица или Тартиф (Молијер)
- Ујка Вања (А. П. Чехов)
- Употреба човека (Александар Тишма)
- Фауст (Јохан Волфганг Гете)
- Хамлет (Вилијам Шекспир)
- Чекајући Годоа (Самјуел Бекет)
- Чича Горио (Оноре де Балзак)